# 貝雷茲尼基 (丘胡伊夫區)
50°7′44″N 36°51′50″E / 50.12889°N 36.86389°E
貝雷茲尼基（烏克蘭語：Березники）是位於烏克蘭東部的村莊，由哈爾科夫州丘胡伊夫区的舊薩爾蒂夫市鎮負責管轄。該村始建於1785年，面積0.76平方公里，海拔高度112米，2001年人口103。